# Lager Rollwald
Das Strafgefangenenlager Rollwald bestand von 1938 bis Ende des Zweiten Weltkriegs in der damals selbständigen Gemeinde Nieder-Roden, heute Teil der Stadt Rodgau, im ehemaligen Landkreis Dieburg in Hessen. Zwischen 1945 und 1950 waren im Lager zeitweilig ehemalige Kriegsgefangene untergebracht. In diesem Zeitraum nutzten die Behörden der amerikanischen Militärregierung das Lager als Archiv, dessen Kartei deutsche Kriegsgefangene erfasste.

## Geographische Lage
Das Areal liegt südwestlich des Ortes Nieder-Roden in der Mainebene. Die Bezeichnung Rollwald leitet sich aus einem alten Flurnamen ab. Das Gebiet war waldbestanden, teils sumpfig, teils sandig und wenig fruchtbar. In drei bis sieben Metern Tiefe verhindert eine etwa ein Meter mächtige Lehmschicht das Abfließen von Niederschlägen in tiefere Schichten.
Die alte Reichsstraße 45 führte seit 1889 von Dieburg kommend durch Nieder-Roden, ebenso seit 1896 die Rodgaubahn. Beide Verkehrswege verbanden das Gebiet mit den nördlich von ihm gelegenen Städten Offenbach am Main und Hanau und sind heute noch, mit veränderter Trassenführung, als Bundesstraße 45 und S-Bahn S1 vorhanden.

## Teilnehmergemeinschaft
Im Frühjahr 1938 wurde die Teilnehmergemeinschaft Rodgau gegründet, die es sich als Verband zur Aufgabe gestellt hatte, die Feldbereinigung in fast 40 Gemeinden der Kreise Dieburg und Offenbach nach den Vorstellungen der Landesplanung zu realisieren. Von Anfang an wollte man sich zur Durchführung dieses Vorhabens Strafgefangener aus dem ganzen damaligen Reichsgebiet bedienen, da ein Jahr vor Beginn des Zweiten Weltkriegs in Deutschland keine überschüssigen Arbeitskräfte mehr zur Verfügung standen und für die Arbeiten zur Feldbereinigung keine gelernten Fachkräfte erforderlich waren. Vielmehr konnte jeder dazu herangezogen werden, dem der Umgang mit Schaufel und Spitzhacke beizubringen war.
Die Wahl des Standorts Nieder-Roden für das geplante Strafgefangenenlager erfolgte aufgrund der zentralen Lage zwischen Offenbach und Dieburg und der bereits vorhandenen guten Transportwege.

## Bau des Lagers

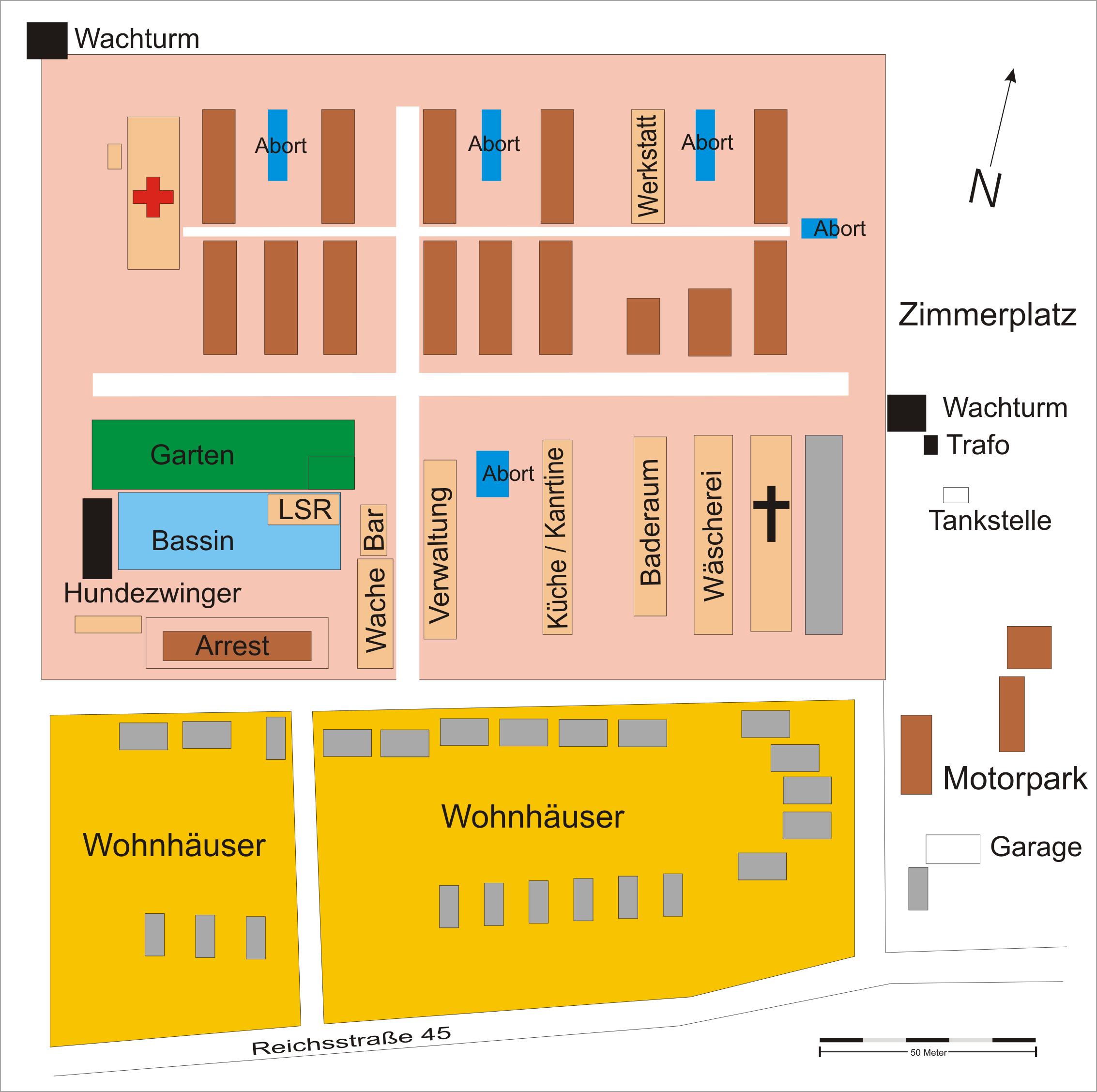
Plan des Lagers – Kernbereich = rosa, Wohnbereich für Vollzugsbeamte = gelb

Auf dem als Fläche für das geplante Lager vorgesehenen 200 Morgen Waldgebiet musste zunächst der Kiefer-, Eichen- und Buchenbestand abgeholzt werden. Der Ertrag aus dem Holzverkauf, es soll sich um 750.000 Reichsmark gehandelt haben, kam auf ein Sperrkonto der Gemeinde und verfiel 1948 aufgrund der Währungsreform. Auf dem 250 × 190 Meter großen Kernbereich des gerodeten Geländes baute man eilig 16 große Holzbaracken, später fügte man weitere acht hinzu. In ihnen waren die Unterkunftsräume der Gefangenen sowie Küche, Speisesäle, Krankenrevier und andere Funktionsräume untergebracht, darunter neben der Wache auch eine Bar für das Wachpersonal. In einem Massivbau mit 60 Einzelzellen (Arresthaus) wurden Lagerstrafen vollzogen. Dem Wachpersonal standen mehrere Einzelhäuser zur Verfügung.
Die Bauarbeiten wurden von 500 Gefangenen durchgeführt. Diese Zahl geht aus einem Rundbrief des Reichsministeriums der Justiz vom 22. Juni 1938 (unterzeichnet vom Ankläger am Volksgerichtshof Roland Freisler) hervor, der an alle Generalstaatsanwälte ging. In diesem Brief wird erwähnt, dass das Lager Rollwald seit April 1938 in Betrieb sei, sich dort um diese Zeit bereits 500 Gefangene befänden und über einen Ausbau zu einer Belegungsfähigkeit für etwa 3500 Gefangene nachgedacht werde.
In dem Rundbrief wird weiterhin davon gesprochen, dass im Lauf des Jahres 1938 noch eine größere Anzahl massiver Wohngebäude für die im Lager tätigen und demnächst zum Einsatz kommenden Vollzugsbeamten erstellt werden solle. Hierfür benötige man Strafgefangene, die von Beruf Bauhandwerker waren oder als Maurerhelfer angelernt werden konnten. Die Rekrutierung dieser insgesamt 280 Leute habe aus 25 Gefängnissen im Reichsgebiet zu erfolgen.
Es ist jedoch nicht bekannt, ob tatsächlich diese Anzahl von Fachleuten ins Lager Rollwald verlegt wurde. Bis 1939 wurden insgesamt 24 Einfamilienhäuser außerhalb des Lagerkerngeländes und ein Schwimmbad auf dem Lagergelände für das Wachpersonal gebaut. Der geplante Ausbau des Lagers auf Unterkünfte für 3500 Gefangene wurde nicht realisiert.

## Struktur und Aufgaben
Beim Lager Rollwald handelte es sich um das Stammlager II des Lagers Rodgau-Dieburg (Stammlager I). Später wurde noch dazugehörig das Stammlager III in Eich speziell für männliche polnische Gefangene eingerichtet. Mehr als 20 Außenkommandos waren dem Lagernetz zugeordnet. Diese Außenstellen verteilten sich über den ganzen mittel- und südhessischen Raum bis in das angrenzende Rheinland-Pfalz.

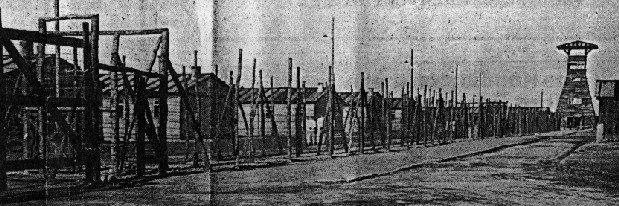
Gefundene Zeichnung eines Gefangenen vom Lager Rollwald aus nord-östlicher Sicht

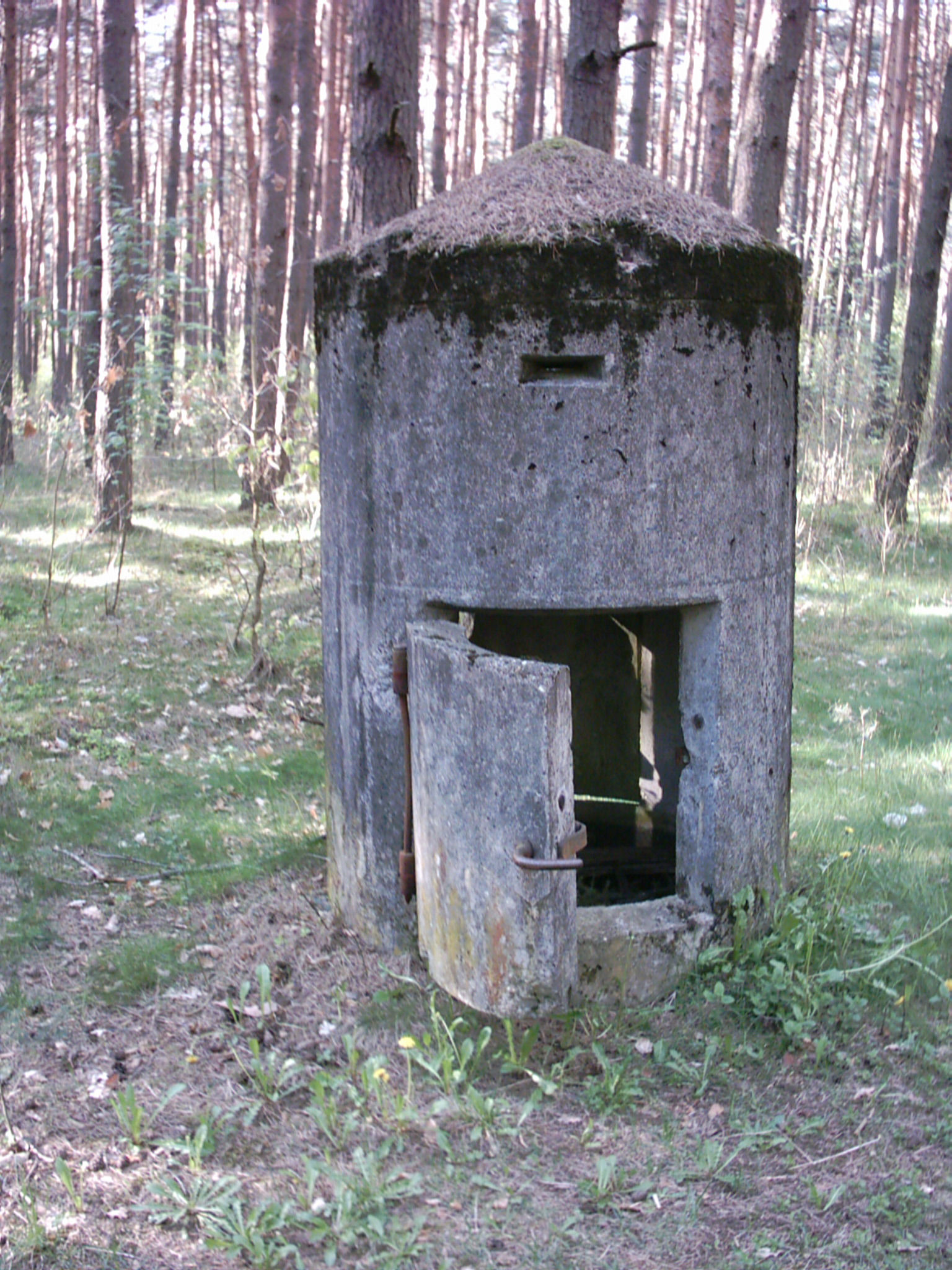
Einmannbunker als Luftschutzraum für das Wachpersonal, das die Trockenlegungsarbeiten im Nieder-Rodener Wald beaufsichtigte

Im 47.500 m² großen Kernbereich des Lagers waren 15 Baracken für die Häftlingsunterbringung bestimmt, die zu drei Blocks mit je fünf Baracken angeordnet waren. In jeder Baracke waren 100 Männer untergebracht. Die Baracken hatten Häftlinge im Dieburger Lager I auf einem eigens hergerichteten Zimmermannsplatz angefertigt. Das Lager war durch einen vierfachen, drei Meter hohen Stacheldrahtzaun gesichert.
Ab Kriegsbeginn 1939 befanden sich im Lager Rollwald etwa 1500 Gefangene und 200 Mann Wachpersonal als ständige Belegung. Die inhaftierten Gefangenen stammten aus allen Teilen Deutschlands und der besetzten Gebiete. Aus einer Auskunft des Internationalen Suchdienstes in Arolsen vom Juni 1980 geht hervor, dass es auch Gefangene belgischer, französischer, luxemburgischer und norwegischer Staatsangehörigkeit gegeben hat. Die Gefangenen kamen zum Arbeitseinsatz in Nieder-Roden und seiner näheren und weiteren Umgebung, wohin sie, wenn die Einsatzorte für einen Fußmarsch zu weit waren, mit Lastkraftwagen transportiert wurden. Sie verlegten Drainagerohre, befestigten, begradigten oder veränderten Bach- und Flussufer, legten Wege an und richteten Anbauflächen her.
Auf dem gerodeten Areal des Rollwaldes entstanden auch zwei Erbhöfe mit je 120 Morgen Feld. Hier wurden verschiedene Kunstdünger getestet, die die I.G. Farben kostenlos für Versuchszwecke zur Verfügung stellte. Jenseits der Rodau sollten weitere vier Erbhöfe entstehen, zu deren Errichtung es infolge der Kriegsereignisse nicht mehr kam. Die bereits abgeholzten Flächen wurden nach dem Krieg wieder aufgeforstet.
Führten die Häftlinge zunächst Meliorations- und Siedlungsvorhaben aus, wurden sie ab 1942 insbesondere als Arbeitskräfte in der Rüstungsindustrie eingesetzt.

### Außenlager
Nicht nur in der näheren Umgebung mussten die Gefangenen Zwangsarbeit leisten. Deshalb wurden mehrere Außenlager eingerichtet, das erste im Frühjahr 1939 in Schlitz (Vogelsbergkreis). Weitere Außenlager mit 15 bis 200 Insassen gab es in Abenheim, Allmendfeld (Gernsheim), Aumühle, Griesheim, Hermsheim, Hessenaue, Klein-Gerau, Lorsch, Riedshäuser Hof, Schwanheim, Weiterstadt und Wöllstein. Manche dieser Außenlager bestanden nur für kurze Zeit. Auch bei den Forstämtern Kelsterbach, Kirtorf, Lich, Schotten und Viernheim wurden Rollwald-Häftlinge eingesetzt.

### Inhaftierte
Im Lauf der Jahre waren mehr als 10.000 Männer in den Gefangenenlagern Rollwald inhaftiert. Die Auswertung einer Stichprobe aus der Häftlingskartei ergab, dass rund 58 Prozent der Gefangenen wegen Eigentums- oder Vermögensdelikten inhaftiert waren; etwa 14 Prozent waren Nichtsesshafte, elf Prozent Homosexuelle. Politisch oder religiös motivierte Delikte waren bei weniger als zehn Prozent der Inhaftierten angegeben.
1938 wurde der wegen Homosexualität zu einem Jahr Gefängnis verurteilte Tennisspieler Gottfried von Cramm, ein Mitglied der deutschen Daviscup-Mannschaft, in das Lager Rollwald eingewiesen. Nach einem halben Jahr Haft wurde er wegen guter Führung entlassen. Obwohl ursprünglich nur kriminelle Straftäter im Lager Rollwald inhaftiert werden sollten, wurden nach Kriegsbeginn zunehmend auch politisch Verfolgte hierhin verlegt. Der österreichische Kriegsdienstverweigerer Anton Brugger, Mitglied der Reformadventisten, war ab dem Jahre 1941 als Strafhäftling im Lager Rollwald, bevor er am 3. Februar 1943 als religiös-motivierter Kriegsdienstverweigerer im Zuchthaus Brandenburg ermordet wurde. Der Slawist und Historiker Wolfgang Leppmann wurde im Januar 1943 wegen sogenannter „Rassenschande“ zu zweieinhalb Jahren Zuchthaus verurteilt und für kurze Zeit im Lager Rollwald inhaftiert. Nach den Nürnberger Gesetzen als Jude behandelt, wurde er am 6. Mai 1943 über Darmstadt und Berlin nach Auschwitz deportiert und dort am 14. September 1943 ermordet. Dass der spätere Vorsitzende der SPD-Fraktion im Bundestag und stellvertretende Bundesvorsitzende der SPD Fritz Erler während seiner siebenjährigen Haftzeit auch im Lager Rollwald gewesen ist, lässt sich derweil nicht sicher belegen.

## Lagerfriedhof

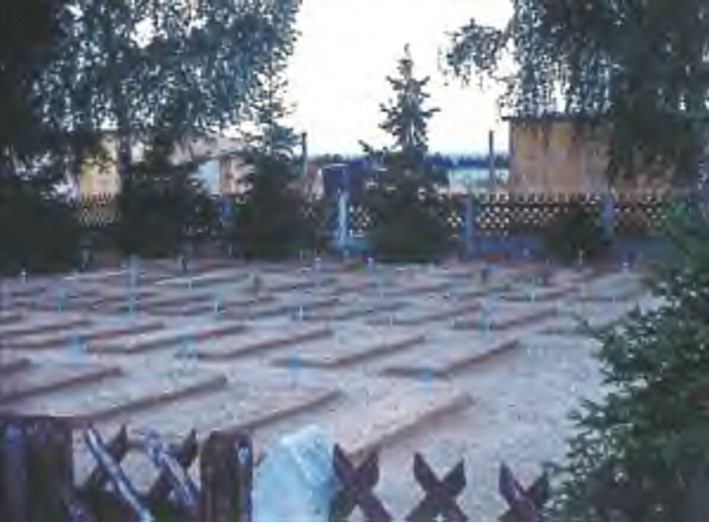
Lagerfriedhof 1964

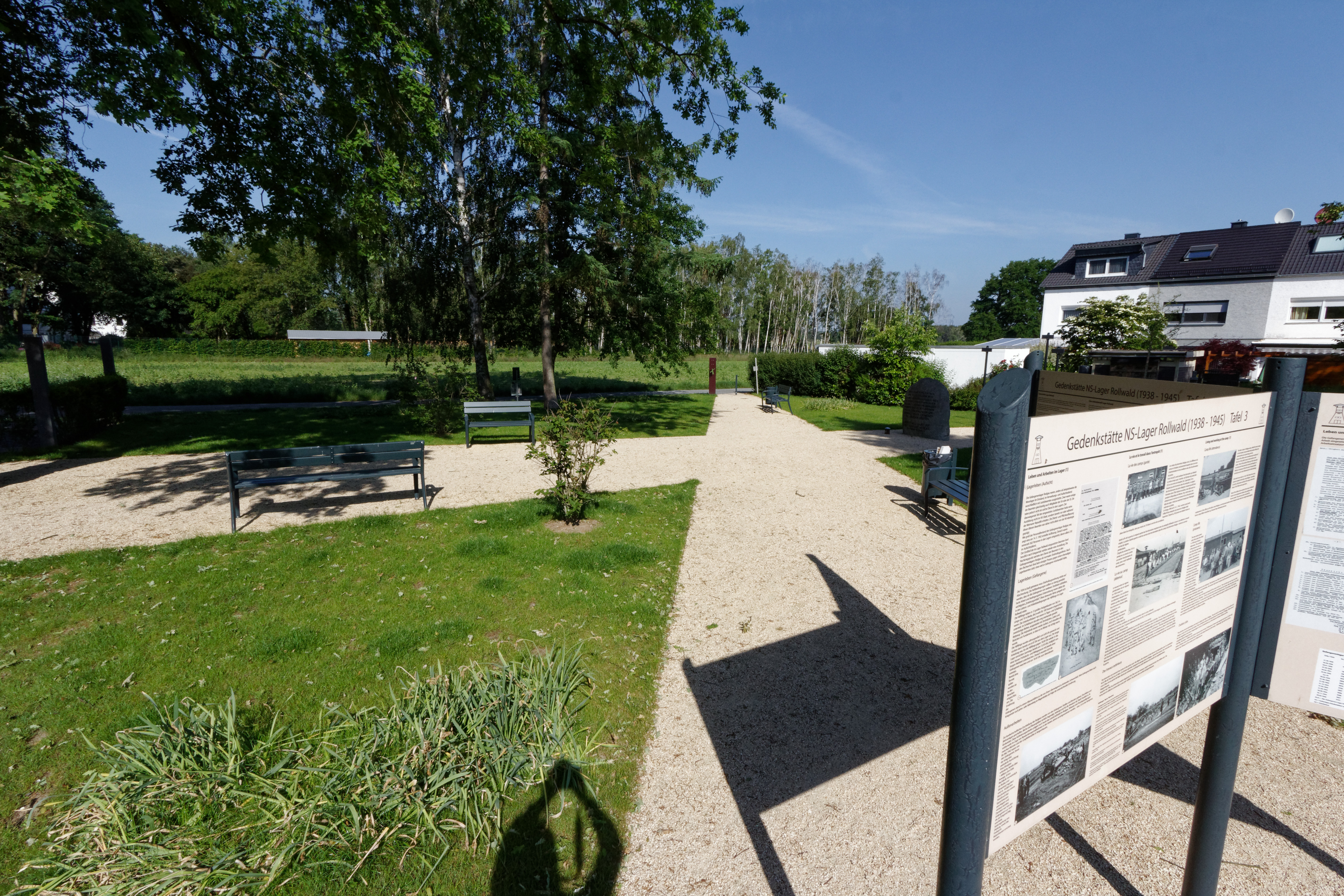
Ehemaliger Lagerfriedhof, heute Gedenkstätte

Mehr als 200 Menschen kamen im Lager Rollwald ums Leben. Im Standesamtsregister der Stadt Rodgau sind insgesamt 156 Häftlingssterbefälle des Lagers Rollwald erfasst. In den Jahren 1938 bis 1943 gab es die vergleichsweise geringe Zahl von nur neun Toten; sie wurden auf dem Friedhof in Nieder-Roden beigesetzt. Ab 1944 stieg dann aber die Sterblichkeit merkbar an, eine Folge der sich allgemein verschlechternden Ernährungslage im fünften Kriegsjahr. Zudem wurden in größerer Zahl sehr geschwächte alte Leute im Lager Rollwald inhaftiert. So starben in den Jahren 1944 und 1945 147 Lagerinsassen, von denen 110 auf einem neuen Lagerfriedhof beigesetzt wurden, den man südlich des Lagers auf Gemeindegebiet eingerichtet hatte. 37 Leichname wurden an die anatomische Abteilung der Universität Gießen abgegeben oder von Angehörigen zur Bestattung im Heimatort abgeholt.
Nach dem Krieg entbrannte ein heftiger Streit zwischen der Gemeinde Nieder-Roden und dem Landkreis Dieburg über die Übernahme der Unterhaltungskosten für den Lagerfriedhof. Man versuchte vergeblich, ihn der Kriegsgräberfürsorge zu unterstellen, da Nieder-Roden sich nicht als Auftraggeber für den Friedhofneubau sah. Es war aber nicht nachzuweisen, dass hier Inhaftierte bestattet waren, die ausschließlich wegen politischer oder religiöser Gründe verurteilt worden waren. Nur dann hätte die Kriegsgräberfürsorge die Grabpflege übernommen. Nach heutiger Rechtslage wäre eine große Anzahl der damals ergangenen Urteile, die auf nationalsozialistischen Sondergesetzen beruhten, für ungültig zu erklären und die Opfer nicht mehr als „kriminell“ zu verunglimpfen.
Nachdem in der Folgezeit immer mehr Exhumierungen und Überführungen der Toten in ihre Heimat stattfanden, ebnete man nach 1964 schließlich das Gelände ein.

## Nutzung nach Kriegsende

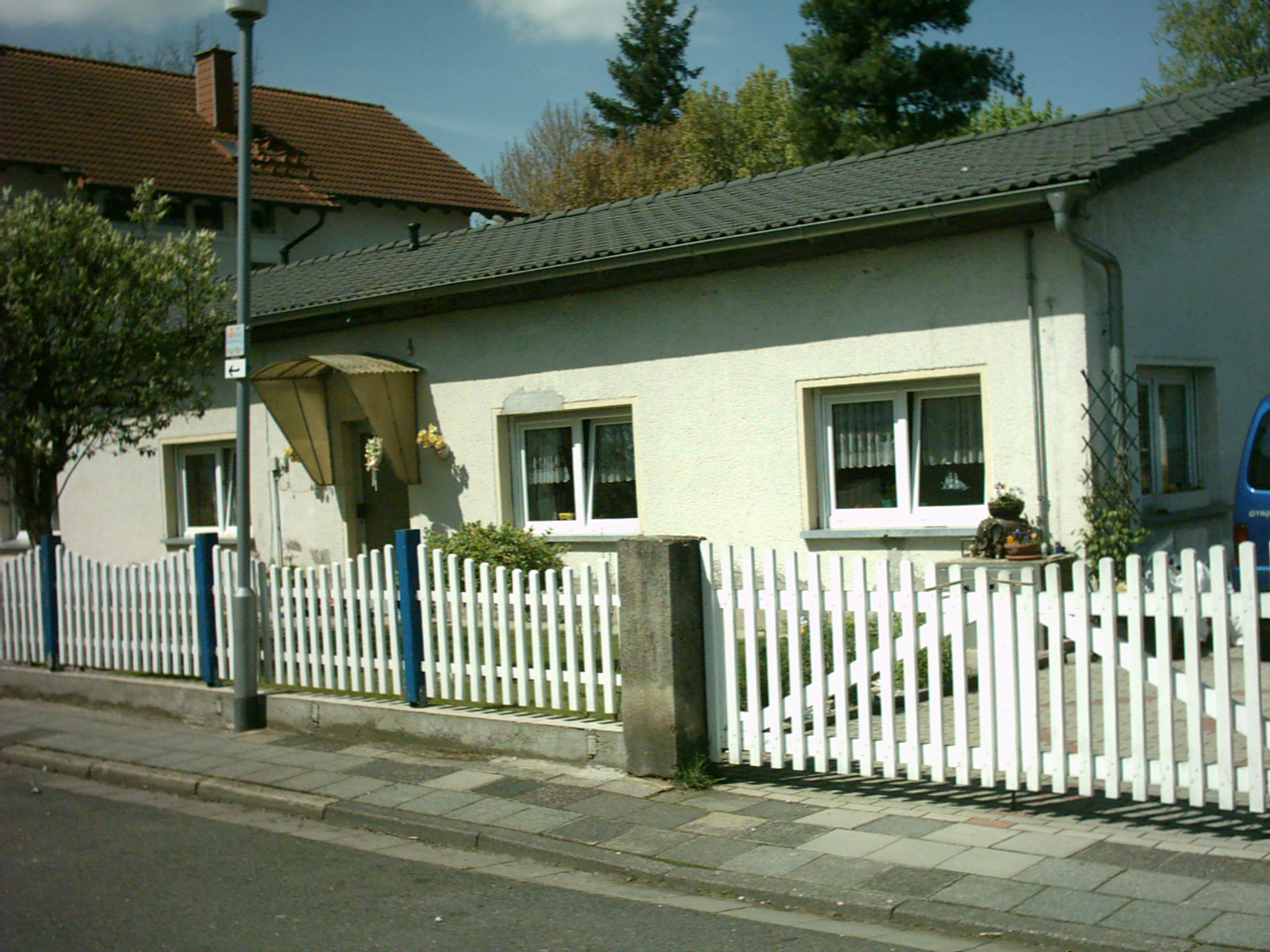
Ehemaliges Arresthaus

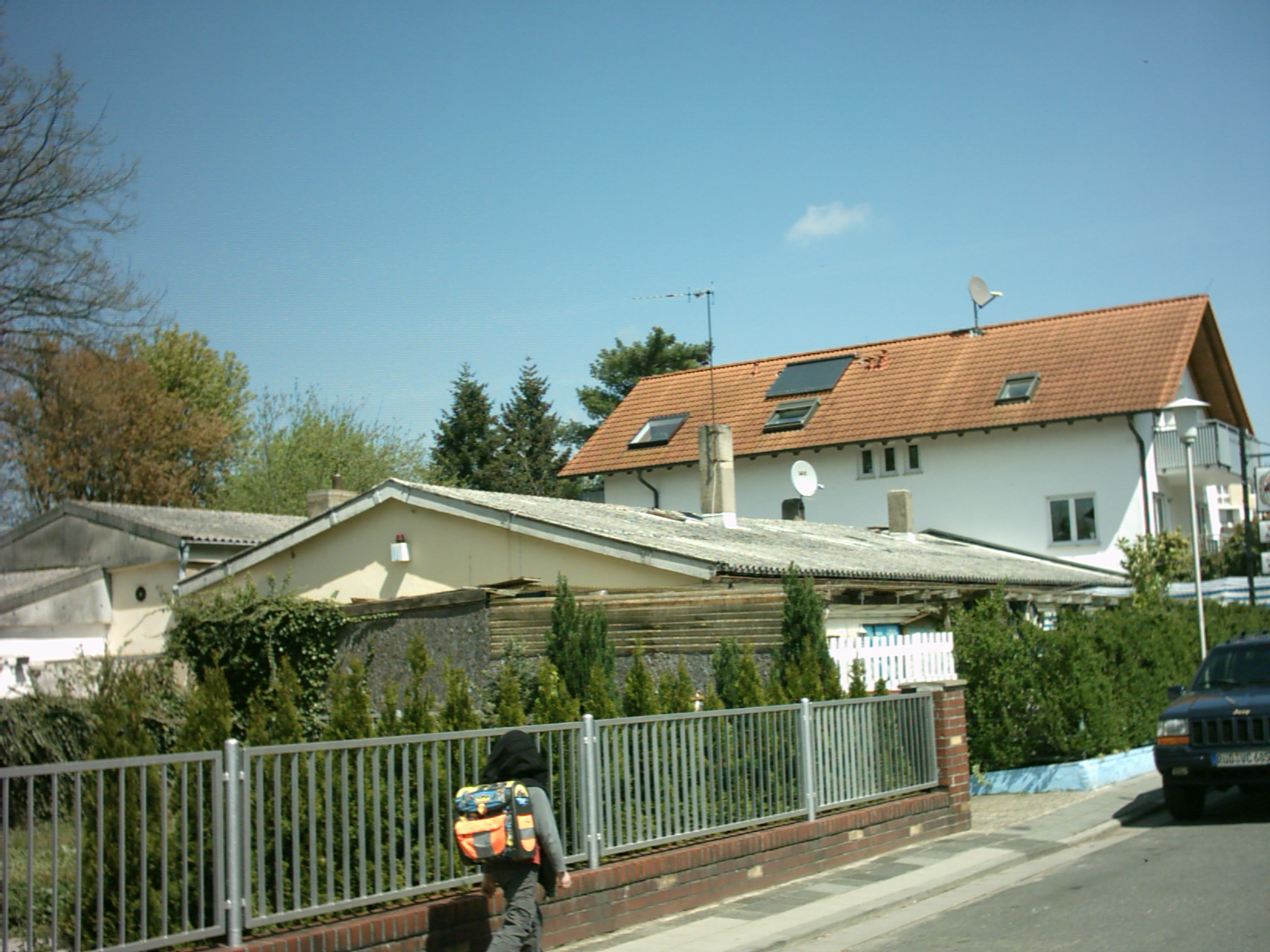
Ein anderer Teil des Arresthauses

Am 26. März 1945 marschierten amerikanische Truppen in Nieder-Roden ein. Sie besetzten auch den Ort und das Lager Rollwald. Die Versorgung der Gefangenen wurde schlagartig besser. Nach Prüfung jedes Einzelfalls ließ die amerikanische Militärverwaltung binnen kurzer Zeit die meisten Strafgefangenen frei. Im Mai 1945 saßen noch 86 Gefangene aus dem Lager Rollwald in der Strafanstalt Dieburg ein, im September noch 27. Manche Strafsachen wurden später vor einem deutschen Nachkriegsgericht neu verhandelt.
Ab August 1945 wurden vorübergehend etwa 500 ehemalige SS-Angehörige im Lager Rollwald interniert. Nach einigen Monaten des Leerstands wurde in Rollwald das Prisoner of War Information Bureau (PWIB) eingerichtet. Dort bearbeiteten etwa 300 Kriegsgefangene ab Ende 1946 die zentrale Kriegsgefangenenkartei der Alliierten für Deutschland. Das Aufsichtspersonal und ehemalige Kriegsgefangene, die im Osten beheimatet und mit den Alliierten aus Frankreich mitgekommen waren, bewohnten die von dem Wachpersonal des Strafgefangenenlagers geräumten Einfamilienhäuser. 
Ende 1949 beendeten die Alliierten die Arbeiten in Rollwald und gaben die Wohnhäuser frei. Kurz darauf verkaufte die Teilnehmergemeinschaft Rodgau diese Häuser an Privatpersonen. Auch die beiden Erbhöfe gingen in Privatbesitz über. Bis auf das massive Arresthaus, das ebenfalls in Privathand ging, wurden alle Gebäude des Kernlagers entfernt. Die Glocke der Lagerkirche bewahrte man auf und versetzte sie 1971 in den Glockenturm der heutigen Rollwälder Heilig-Kreuz-Kapelle. Das Schwimmbecken wurde bis 1950 noch von Amerikanern und Deutschen benutzt, dann im Laufe der Jahre zugeschüttet. Heute steht an dieser Stelle der Rollwälder Kindergarten.
Zur weiteren Nutzung nach Kriegsende siehe Rollwald

## Historische Aufarbeitung
Die evangelische Jugend des Dekanats Rodgau begann im Jahr 1980, sich im Rahmen der Aktion „Spurensuche“ mit den Auswirkungen des Nationalsozialismus in der Region auseinanderzusetzen. Mit einem provisorischen Gedenkstein auf dem ehemaligen Lagerfriedhof brachten die Jugendlichen das Lager Rollwald ins öffentliche Bewusstsein. Die Stadtverordnetenversammlung setzte 1981 eine Arbeitsgruppe ein, die die Geschichte des Lagers untersuchen sollte. Erste Ergebnisse dieser Arbeit fasste Heimatforscher Heinz Sierian in einem Zwischenbericht zusammen. Nach seinem Tod 1983 hörten die Recherchen bald auf. Auch der Kreistag des Kreises Offenbach lehnte es ab, eine Untersuchung in Auftrag zu geben.
Zehn Jahre später kam das Thema erneut in die Öffentlichkeit. Schüler der Heinrich-Böll-Schule erarbeiteten unter Leitung der evangelischen Dekanatsjugend eine Ausstellung unter dem Titel „Lager Rollwald – Momente der Erinnerung“, die im November 1993 gezeigt wurde. Im gleichen Jahr gründete sich eine „Arbeitsgemeinschaft Rollwald“; sie organisierte in den folgenden Jahren eine jährliche Gedenkfeier.
Anfang 2000 gründete sich der Förderverein für die historische Aufarbeitung der Geschichte des Lagers Rollwald. Nach dem Ende der Verjährungsfrist im Jahr 1995 waren alle einschlägigen Akten im Staatsarchiv Darmstadt frei zugänglich geworden. Nach fast vierjähriger Forschungsarbeit im Auftrag des Fördervereins legte Historikerin Heidi Fogel im November 2004 die Ergebnisse als Buch vor: Das Lager Rollwald. Strafvollzug und Zwangsarbeit 1938 bis 1945.
Der Forderverein löste sich im Jahr 2005 auf, nachdem sein Vereinszweck erfüllt war. Seither hält der Verein für multinationale Verständigung Rodgau die Erinnerung wach. Er verwaltet auch den Internetauftritt des ehemaligen Fördervereins.

## Gedenkstätte

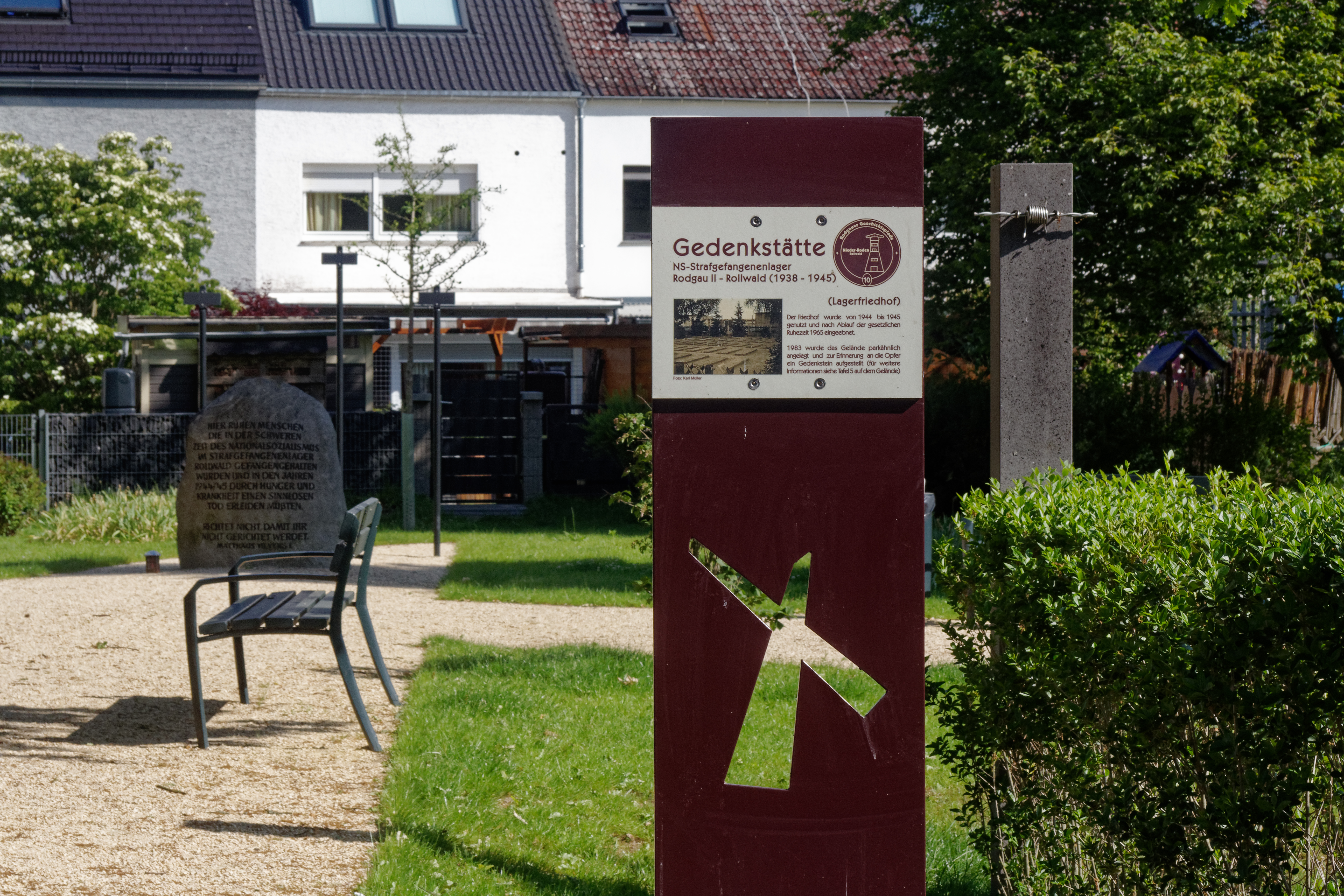
Zugang zur Gedenkstätte

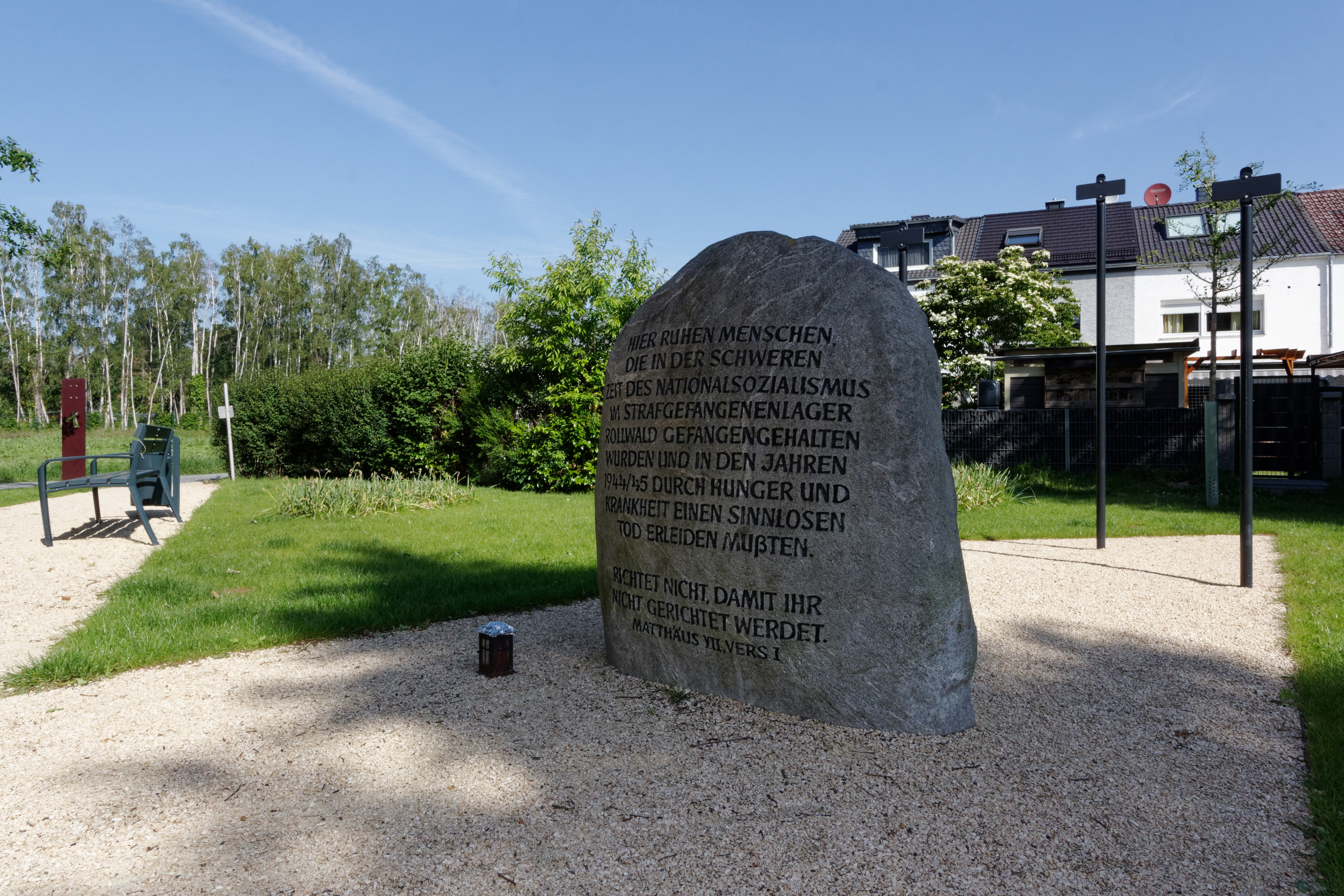
Gedenkstein

Nach einer längeren politischen Auseinandersetzung errichtete die Stadt Rodgau 1983 einen Gedenkstein auf dem ehemaligen Areal des Lagerfriedhofs. Er trägt die Inschrift:
Hier ruhen Menschen,

die in der schweren

Zeit des Nationalsozialismus

im Strafgefangenenlager

Rollwald gefangengehalten

wurden und in den Jahren

1944/45 durch Hunger und

Krankheit einen sinnlosen

Tod erleiden mußten.

Richtet nicht, damit ihr

nicht gerichtet werdet.

Matthäus VII, Vers I
Am Gedenkstein findet jährlich eine Gedenkfeier am Volkstrauertag statt.
Im Jahr 2018 ließ die Stadt Rodgau die kleine, parkähnliche Anlage zu einer Gedenkstätte umgestalten. Dabei wurden auch die mehrsprachigen Informationstafeln integriert, die bereits 2014 aufgestellt worden waren. Die Planung von Dirk Melzer greift historische Symbole auf: Zwei sich kreuzende Wege mit gelblichem Belag erinnern an die gelben Kreuze auf den Hosen der Gefangenen. Stelen mit stilisiertem Stacheldraht symbolisieren die Einzäunung des früheren Lagers. Blühende Narzissen markieren im Frühjahr die Standorte einiger Gräber. Drei schwarze Kreuze aus Stahlblech ähneln den schlichten Grabmalen auf dem ehemaligen Lagerfriedhof.